# Antonio Talpa
Antonio Talpa (San Severino Marche, 1º aprile 1536 – San Severino Marche, 14 gennaio 1624) è stato un religioso italiano.

## Biografia
Dopo avere fatto studi umanistici a Perugia ricoprì la carica di podestà in diverse località.
Dal 1571 fece parte dell'oratorio di San Filippo Neri, dove venne accolto contro la volontà del padre Francesco Maria Tarugi, e dove contribuì a dare un assetto all'ordine, stabilendo i principi della congregazione, attraverso la stesura delle Costituzioni nel 1587.
Di acuta intelligenza, ma di scarso calore umano, volitivo e capace anche di seguire vie traverse nel conseguimento dei suoi intenti
Nel 1585 in seguito ad una bolla papale prese possesso, come procuratore, dell'Abbazia di San Giovanni in Venere, nel comune di Fossacesia, che era stata affidata alla Congregazione con il compito del governo pastorale dell'Abbazia.
Nel 1586 fondò insieme a Francesco Maria Tarugi, che sarà creato cardinale da papa Clemente VIII nel concistoro del 5 giugno 1596 e fu arcivescovo di Avignone e Siena, l'Oratorio di Napoli che non era gradito a San Filippo Neri a causa del rigore e del genere di vita dei suoi adepti.
Diresse i lavori per la costruzione della chiesa di Santa Maria Nuova.
Morì nel 1624.